# Université de technologie de Maebashi
L'université de technologie de Maebashi (前橋工科大学, Maebashi kōka daigaku) est une université publique située dans la ville de Maebashi, préfecture de Gunma au Japon. L'établissement prédécesseur de l'école est fondé en 1952 et reçoit son habilitation comme université en 1997.

## Source
- (en) Cet article est partiellement ou en totalité issu de l’article de Wikipédia en anglais intitulé « Maebashi Institute of Technology » (voir la liste des auteurs).